# Ревивим
Эта статья — о кибуце в пустыне Негев на юге Израиля; о жилом районе в северо-восточной части Тель-Авива см. статью Шхунат Ревивим
Ревиви́м (ивр. רביבים‎)— кибуц в пустыне Негев на юге Израиля на территории регионального совета Рамат-Негев. Расположен в 25 км к югу от Беэр-Шевы по направлению к Мицпе-Рамон. Площадь — 840 га.
Ревивим входит в организацию кибуцев «Ха-Тнуа ха-кибуцит ха-меухедет» (переводится с иврита как «Объединённое кибуцное движение», сокр. «ТАКАМ»).

## История
В 1938 году в Ришон ле-Ционе из молодых немецких, австрийских и итальянских евреев-репатриантов, воспитывавшихся в кибуце Гиват-Бреннер и состоявших в движении Ха-Ноар ха-Овед («Рабочая молодёжь»), была сформирована инициативная группа, ставившая своей целью основания кибуца. Земли, на которых ныне расположен кибуц Ревивим, в 1930-е годы были приобретены евреями из Южной Африки у бедуинов из племени Аль-Азазма, а затем переданы в дар Еврейскому национальному фонду.
Поселение было основано 7 июля 1943 года как опытная сельскохозяйственная станция Мицпе-Ревивим (слово «мицпе» в переводе с иврита означает в числе прочего «станция наблюдения»), так как британские власти в тот период запрещали евреям основывать поселения в подмандатной Палестине.
Имя Ревивим (в переводе с иврита означает «мелкие капли дождя или росы»), по названию одноимённого журнала, издававшегося писателем Йосефом Хаимом Бреннером, было предложено Берлом Каценельсоном.
Долгое время являлся самым южным еврейским поселением в подмандатной Палестине.
Во время Войны за независимость Израиля 1948 года был взят в осаду Армией Египта, но выстоял.
В 1950 году дома и хозяйственные постройки были заново отстроены на новом месте неподалёку от прежнего местоположения кибуца.

## Население
По данным Центрального статистического бюро Израиля, население на начало 2020 года составляло 1 075 человек.

## Хозяйственная деятельность
Кибуцу принадлежит фабрика пластмассовых изделий «Равив».

## Музеи и досуг
- В кибуце имеется архив, а также небольшой музей, экспозиция которого посвящена памяти павших в войнах Израиля.
- В кибуца есть свой Дом культуры, носящий имя Элиягу Голомба.

## Известные жители
- Дан Бар-Он — психолог и психотерапевт, исследователь коллективной памяти о нацизме и последствий Холокоста